# Del Shannon
Del Shannon, pseudonimo di Charles Weedon Westover (Grand Rapids, 30 dicembre 1934 – Santa Clarita, 8 febbraio 1990), è stato un cantautore e produttore discografico statunitense.
È conosciuto soprattutto per la canzone Runaway che raggiunse il primo posto in classifica nel 1961 negli Stati Uniti.
Emulo di Roy Orbison e considerato all'epoca un idolo per adolescenti fu un rocker originale ed atipico, tra i primi a scriversi le canzoni e che raccontava di sconfitte ed abbandoni anticipando di qualche anno tematiche proprie della british invasion.

## Biografia
Cresciuto in un piccolo paese del Michigan, Coopersville, imparò presto a suonare chitarra e l'ukulele grazie all'ascolto di artisti di genere country and western come Hank Williams, Hank Snow e Lefty Frizzell. Nel 1954 entrò nell'esercito e fu inviato in Germania, dove formò il suo primo gruppo: i Cool Flames.
Finito il servizio militare ritornò in patria e trovò lavoro come autista, suonando la chitarra ritmica nel gruppo di un club. Quando il cantante fu licenziato dal titolare, lo sostituì e cambiò il nome del gruppo in Big Little Show Band.
Nel 1959 nel gruppo entrò il tastierista Max Crook che suonava un nuovo strumento di sua invenzione: il musitron, progenitore dei sintetizzatori. Crook riuscì a convincere un DJ di Ann Arbor ad ascoltare il gruppo. Alcuni loro nastri demo furono inviati ad una piccola etichetta, la Bigtop records, che nel 1960 li mise sotto contratto.
Il produttore suggerì a Westover di cambiarsi nome: scelse "Del Shannon", composto dai soprannomi di un'automobile, la Cadillac Coupe de Ville e di un wrestler del locale dove suonavano.
Dopo un primo tentativo infruttuoso a New York, il gruppo registrò il primo singolo nel febbraio del 1961: Runaway canzone triste e pessimista che ottenne un clamoroso ed inaspettato successo raggiungendo in aprile il primo posto della Hot 100 di Billboard. Fu seguito da altri singoli come Little Town Flirt e Hats Off to Larry, di buon successo, e fu il primo gruppo a presentare negli USA una cover dei Beatles, From Me to You, che entrò in classifica prima dell'originale.
Per divergenze con la vecchia etichetta, nel 1963 Del Shannon fondò la propria: la Berlee, che durò solo 2 singoli, e nel 1964 firmò con la Amy Records. Nello stesso anno pubblicò un album tributo, dedicato al proprio ispiratore: Del Shannon sings Hank Williams.
Shannon fu l'apri concerto di Ike and Tina Turner al Hullabaloo, di Los Angeles, il 22 dicembre 1965.
Nel 1966 passò alla Liberty con la quale pubblicò Under My Thumb, cover dei Rolling Stones. 
Nel 1967 registrò un album, Home And Away, con il produttore dei Rolling Stones Andrew Loog Oldham, e dall'album, pubblicato solo nel 1978, furono estratti alcuni singoli.
Non ottenendo grandi successi, per un po' di anni passò alla produzione di artisti come gli Smith e Brian Hyland.
Cominciarono in questo periodo i problemi d'alcolismo che rallentarono la produzione musicale. Nel 1982 uscì, prodotto da Tom Petty, Drop Down and Get Me, composto quasi interamente da Del, che non ottenne il successo degli anni d'oro.
Partecipò in seguito ad un disco degli The Smithereens nel 1988, e successivamente registrò con Jeff Lynne, tanto che si pensava che sarebbe entrato nei Traveling Wilburys dopo la morte di Roy Orbison. Ma l'8 febbraio del 1990, sofferente di depressione, nella sua casa californiana si sparò in faccia. I Traveling Wilburys gli resero omaggio con una loro versione di Runaway, che però non uscì mai in un album del gruppo.
Il suo nome fu inserito nella Rock and Roll Hall of Fame nel 1999.

## Discografia parziale

### Album
- Runaway with Del Shannon Big Top (1961)
- Hats Off to Del Shannon London (1963)
- Little Town Flirt Big Top (1963)
- Handy Man Amy (1964)
- Del Shannon Sings Hank Williams Amy (1964)
- One Thousand Six Hundred Sixty-One Seconds with Del Shannon Amy (1965)
- This Is My Bag Liberty (1966)
- Total Commitment Liberty (1966)
- The Best of Del Shannon Dot (1967)
- The Further Adventures of Charles Westover Liberty (1968)
- Tenth Anniversary Album (raccolta) Sunset (1971)
- Live in England (live) United Artists (1973)
- The Best of Del Shannon (raccolta) Contour (1973)
- Del Shannon Sings (raccolta) Post (1974)
- The Very Best of Del Shannon (raccolta) Contempo (1975)
- Del Shannon's Greatest (raccolta) Post (1975)
- The Vintage Years (2 LP, raccolta/inediti) Sire (1975)
- ...And the Music Plays On (1967) Sunset (1978)
- Golden Hits: The Best of D.S. (raccolta) Pickwick (1978)
- Juke Box Giants (raccolta) Phoenix (1980)
- Del Shannon Hit Parade (raccolta) London (1980)
- Drop Down and Get Me Elektra (1981)
- Countdown Series: Del Shannon (raccolta). Count (1982)
- Runaway Hits! (raccolta) Bug (1984)
- I Go to Pieces (compilation di rarità) Edsel (1986)
- Rock 'N' Roll Greats: Del Shannon (raccolta) MFP (1986)
- Runaway Hits! (raccolta) Rhino (1987)
- Rock On! Silvertone (1991)

### EP
- 1961 Runaway/Jody/Don't Gild The Lily, Lily/Hats Off To Larry (Disques London, RE 10.095), pubblicato in Francia
- 1961 Hats Off To Larry/Don't Gild The Lily, Lily/I Wake Up Crying/Wide Wide World (London Records, RE 5122), pubblicato in Svezia
- 1961 Runaway/Jody/Hats Off To Larry/Swiss Maid/Ginny in the Mirror (London Records, LES 562), pubblicato in Portogallo
- 1962 Ginny in the Mirror/The Swiss Mais/Cry Myself to Sleep/I'm Gonna Move (London Records, EDGE 71752), pubblicato in Spagna
- 1962 I'm Gonna Move On/Cry Myself to Sleep/I Wake Up Crying/Misery (London Records, RE 10.130), pubblicato in Francia
- 1962 Hey Little Girl/I Don't Care Anymore/So Long Baby/The Answer to Every Thing (Disques London, RE 10.111), pubblicato in Francia
- 1962 Hats Off to Larry/You Never Talked About Me/The Swiss Maid/Little Town Flirt (London Records, EZA 7563), pubblicato in Australia
- 1963 From Me To You/Dream Baby/Runaround Sue/Hey Baby (London Records, REX 1387)

### Singoli
- 1961 Runaway (London Records, 45-GL 7027), pubblicato in Grecia
- 1961 Runaway (London Records, 45-HLX 9317), pubblicato nel Regno Unito
- 1961 Hey! Little Girl/I Don't Care Anymore (Bigtop, 45-3091), pubblicato negli Stati Uniti d'America, Canada, Paesi Bassi ed Australia
- 1961 Runaway/Jody (London Records, 45 - HL 9317), pubblicato negli Stati Uniti d'America, Regno Unito, Danimarca ed Italia
- 1961 So Long Baby/The Answer To Everything (Bigtop, 45-3083), pubblicato negli Stati Uniti d'America, Regno Unito, Canada
- 1961 Hats Off To Larry/Don't Gild The Lily, Lily (London Records, 45 - HL 1366), pubblicato negli Stati Uniti d'America, Regno Unito, Germania, Australia
- 1961 Runaway (London Records, 45-GL 7019), pubblicato in Grecia
- 1962 Cry Myself to Sleep/I'm Gonna Move On (Bigtop, 45-3112), pubblicato negli Stati Uniti d'America, Canada, Grecia e Regno Unito
- 1962 Ginny in the Mirror/I Won't Be There (Bigtop, 45-3098), pubblicato negli Stati Uniti d'America, Australia e Giappone
- 1962 Swiss Maid/Ginny in the Mirror (London Records, 45 - HL 9609), pubblicato in Italia, Regno Unito e Nuova Zelanda
- 1962 Little Town Flirt/The Wamboo (Bigtop, 5-3131), pubblicato negli Stati Uniti d'America, Germania, Danimarca, Australia e Canada
- 1962 The Swiss Maid/You Never Talked About Me (Bigtop, 45-3117), pubblicato negli Stati Uniti d'America, Germania, Nuova Zelanda, Norvegia e Canada
- 1962 Hey! Little Girl/You Never Talked About Me (London Records, 45-HL 9515), pubblicato in Italia, Stati Uniti d'America ed India
- 1962 The Swiss Maid/Lies (London Records, HL-1996), pubblicato in Australia
- 1962 You Never Talked About Me/His Latest Flame (London Records, HL-1944), pubblicato in Australia
- 1962 So Long Baby/The Answer to Everything (London Records, EDGE 71763), pubblicato in Spagna
- 1962 Cry Myself to Sleep/I'm Gonna Move On (London Records, HL-1986), pubblicato in Australia